# La Sauvetat-sur-Lède
Sauvetat-sur-Lède – miejscowość i gmina we Francji, w regionie Nowa Akwitania, w departamencie Lot i Garonna.
Według danych na rok 1990 gminę zamieszkiwały 422 osoby, a gęstość zaludnienia wynosiła 30 osób/km² (wśród 2290 gmin Akwitanii Sauvetat-sur-Lède plasuje się na 773. miejscu pod względem liczby ludności, natomiast pod względem powierzchni na miejscu 813.).